# Kennicutt Point
Der Kennicutt Point ist eine Landspitze an der Borchgrevink-Küste des ostantarktischen Viktorialands. Sie liegt 17,5 km nördlich des Kap Washington und stellt die südliche Begrenzung der Einfahrt zur Wood Bay dar.
Das Advisory Committee on Antarctic Names sie 2005 nach Mahlon Kennicutt II., Geochemiker und Umweltbiologe von der Texas A&M University, Geochemical and Environmental Research Group, der zwischen 1990 und 2005 in mehreren Kampagnen die Veränderungen im Lebensraum des McMurdo-Sunds nahe der McMurdo-Station und im Arthur Harbour nahe der Palmer-Station untersucht hatte.